# Leyte
Leyte er en ø i Filippinerne. Størstedelen af øen hører til provinsen Leyte, men den sydlige del udgør siden 1959 provinsen Southern Leyte. Leyte og dens største by, Tacloban City, blev i november 2013 hårdt ramt af tyfonen Haiyan.
10°50′N 124°50′Ø / 10.83°N 124.83°Ø